# Crosley Motors

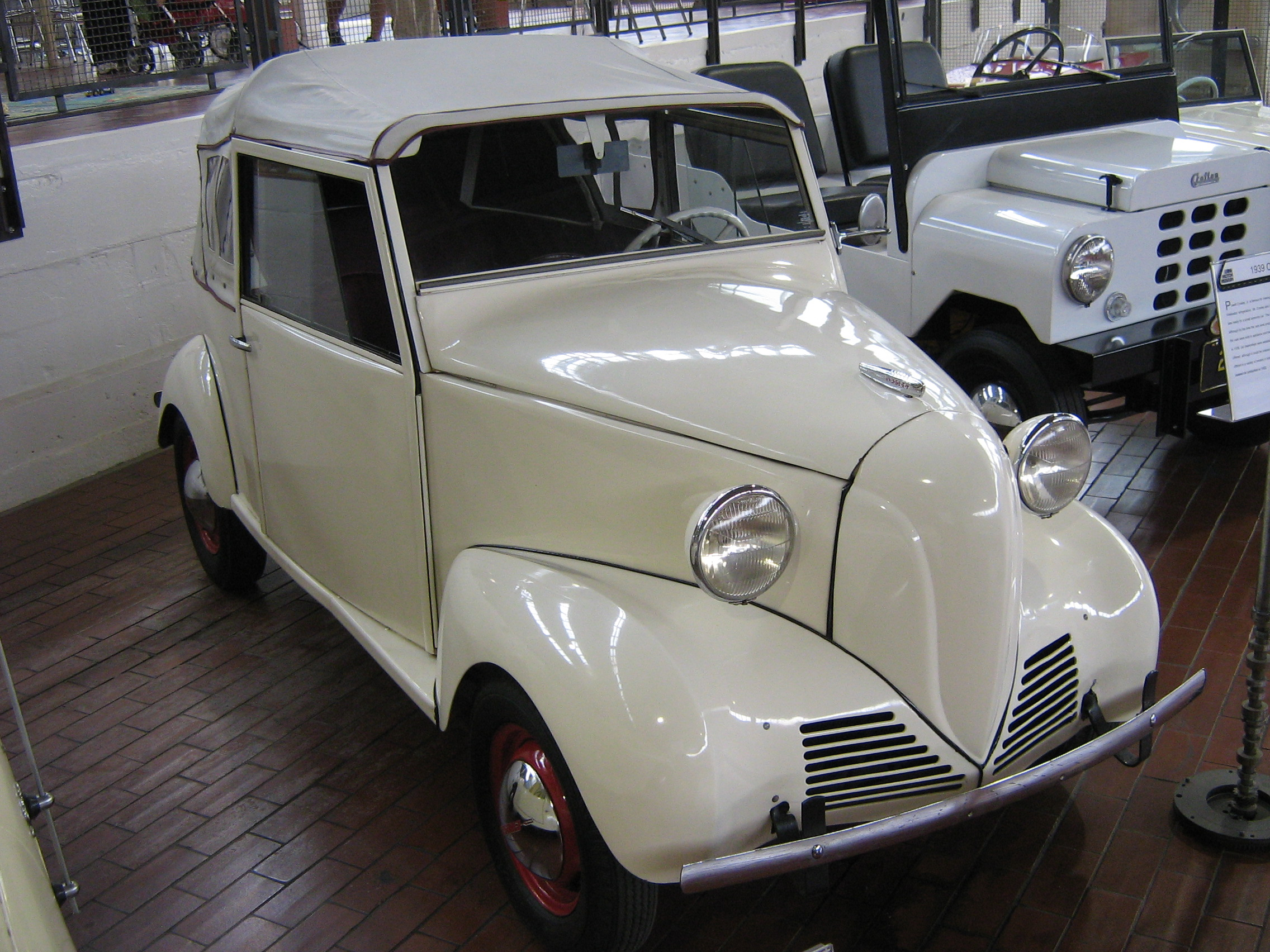
Crosley Transferable (1939)

Die Crosley Motors, Inc. war ein US-amerikanischer Automobilhersteller, der von 1939 bis 1952 in Cincinnati in Ohio ansässig war. Werke gab es außerdem in Richmond (Indiana) und Marion (Indiana). Gegründet wurde die Firma 1939 als Crosley Corporation von Powel Crosley jun. Zu seiner Zeit war Crosley der einzige Hersteller von Kleinwagen in den USA.

## Geschichte
Der Industrielle Powel Crosley jr. aus Cincinnati, Eigentümer des Radiosenders Crosley Broadcasting Corporation und des Baseball-Teams Cincinnati Reds, hatte zunächst mit billigen Radios, später auch mit anderen Haushaltsgeräten ein Vermögen gemacht. Nun plante er den Bau eines günstigen Kleinwagens und baute Montagewerke in Richmond und Marion. Im Mai 1939 wurde der erste Wagen am Indianapolis Motor Speedway gezeigt. Es war ein zweitüriges Cabriolet, das weniger als 450 kg wog und für 250 US$ angeboten wurde. Ein großer Verkaufserfolg war dem Fahrzeug nicht beschieden, aber 1941 wurden weitere Karosserieformen angeboten.
Das Fahrgestell hatte einen Radstand von 2.032 mm (80"), die starre Vorderachse war an halbelliptischen Blattfedern aufgehängt und die Hinterachse an viertelelliptischen. Als Antrieb diente ein luftgekühlter Zweizylinder-Boxermotor von Waukesha mit in das Schwungrad eingebautem Lüfter. Die Motorkraft wurde über ein Schieberadgetriebe mit drei Gängen und eine gelenklose Antriebswelle an die Hinterachse weitergeleitet, sodass sich der Motor beim Einfedern etwas mitbewegte. Allerdings erwies sich diese Auslegung als unzuverlässig, und ab Anfang 1941 wurde hinter dem Getriebe ein Kardangelenk eingebaut.
1941 wurde die Modellpalette um ein viersitziges Cabriolet, eine Cabriolimousine, einen Kombi, einen Lieferwagen, einen Pick-up und zwei Modelle namens Parkway Delivery (Lieferwagen mit geschlossenem Kasten ohne Dach über den Vordersitzen) und Covered Wagon (Cabrio-Pick-up mit demontierbaren Rücksitzen) erweitert. Crosleys erste Limousine mit Ganzstahlkarosserie, der Liberty Sedan, wurde 1942 eingeführt.
Im Zweiten Weltkrieg, als das Benzin rationiert wurde, wurde der Crosley besonders attraktiv, weil er nur 4,7 l/100 km verbrauchte. Crosley Motors war der letzte Automobilhersteller in den USA, der 1942 die Produktion von Zivilfahrzeugen einstellen musste, einerseits, weil man den Kunden so lange wie möglich den Kauf eines Crosley ermöglichen wollte, um Benzin zu sparen, und andererseits, weil das War Production Board einige Zeit brauchte, um einen geeigneten Einsatzbereich für die kleinen Crosley-Montagewerke zu finden.

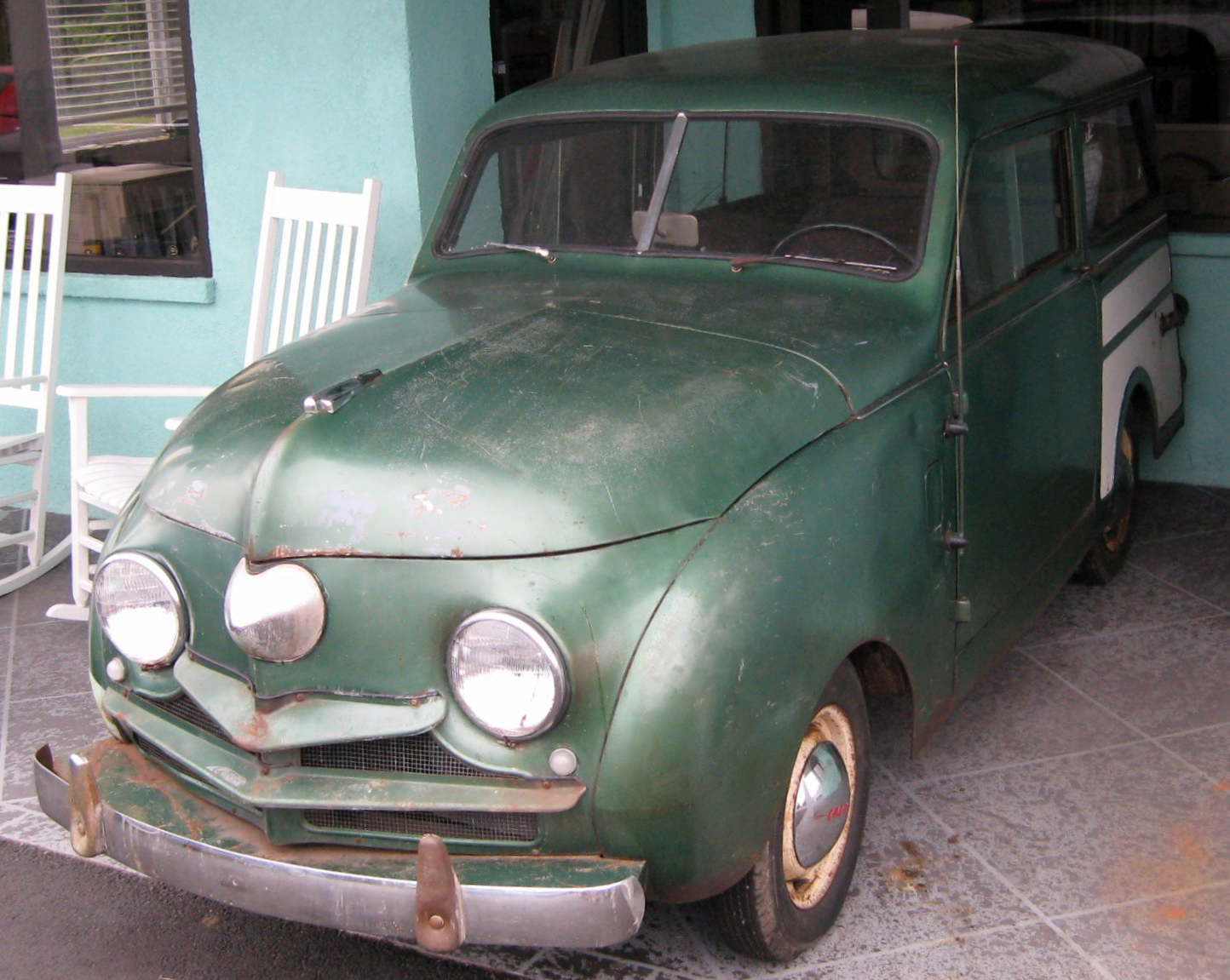
Crosley CC Kombi (1948)

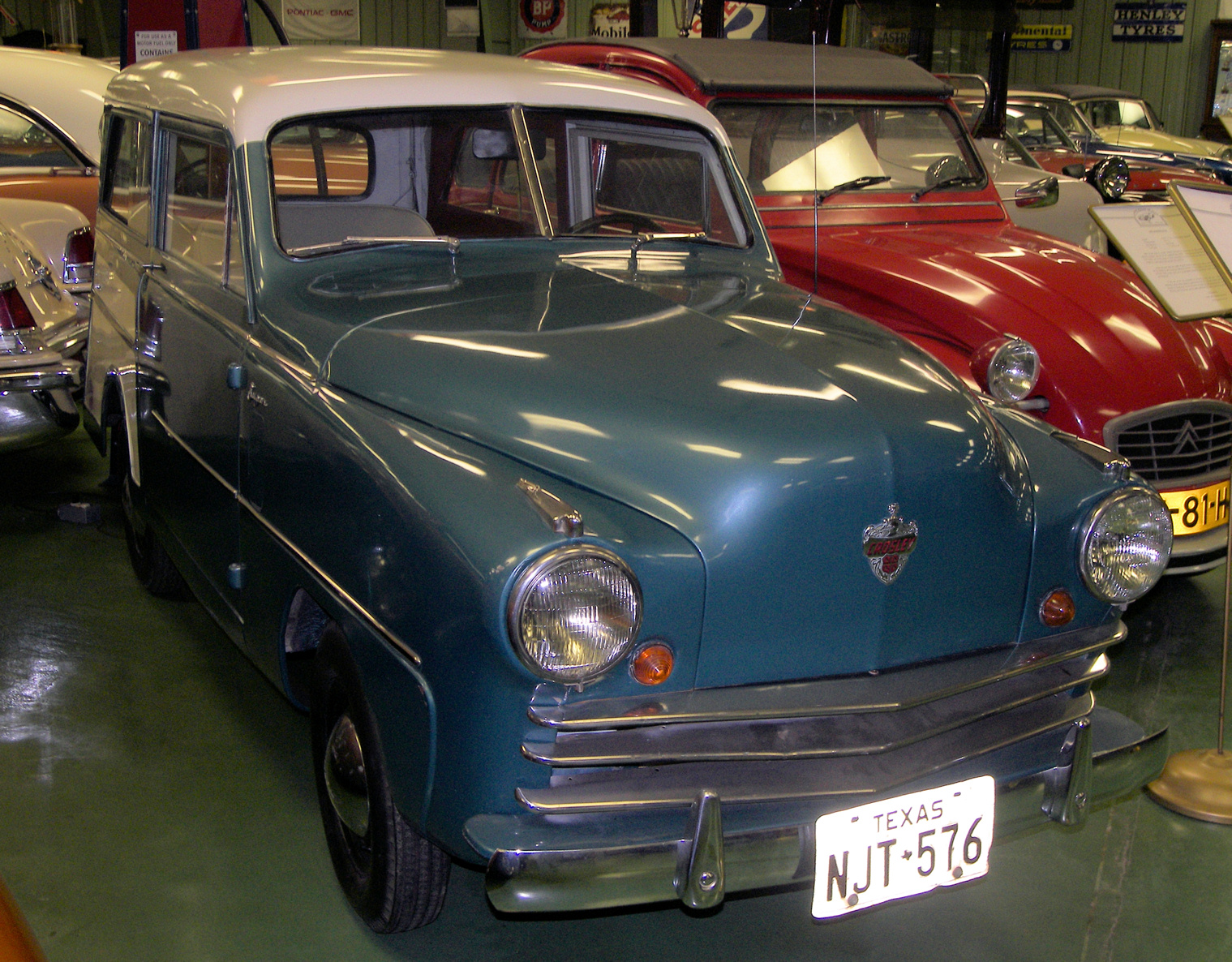
Crosley CD Kombi (1950) im Central Texas Museum of Automotive History

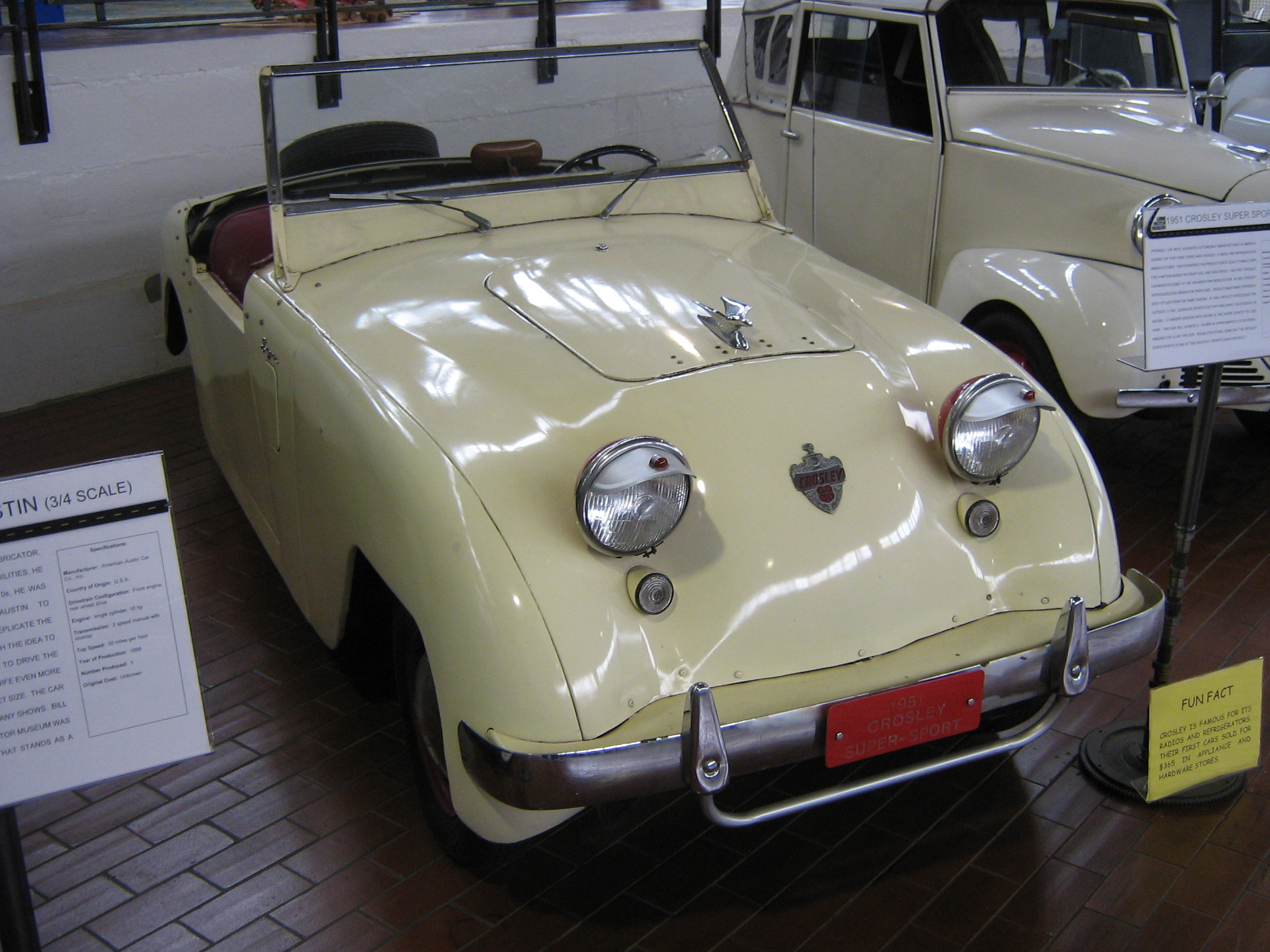
Crosley Super Sport (1951)

1945 wurde die zivile Fertigung im Werk Marion wieder aufgenommen. Die Fabrik in Richmond war während des Krieges verkauft worden. Das neue Modell CC hatte Fahrgestell und Fahrwerk des Vorkriegsmodells, aber einen neuen Motor und einen anderen Aufbau. Die neue stromlinienförmige Pontonkarosserie mit Buckelheck war bei Sundberg & Ferrar in Royal Oak, Michigan, entworfen worden. Sie war 3683 mm lang, 1245 mm breit und 1499 mm hoch. Das Fahrzeug wog leer 524 kg. Den von Lloyd Taylor konstruierten Motor hatte Crosley während des Krieges für Anwendungen wie Generatorantriebe auf Torpedobooten und Flugzeugen gebaut. Er war daher sehr leicht mit Kurbelgehäuse aus Aluminium und mit kurzen Hub und obenliegender Nockenwelle auf hohe Leistung ausgelegt.
Crosley führte eine Reihe von Neuerungen in der US-amerikanischen Automobilindustrie ein, etwa das erste als Sport Utility bezeichnete Fahrzeug 1948 (der allerdings ein offenes Fahrzeug auf Basis eines Kombis und nicht ein Kombi auf Lieferwagenfahrgestell war), den ersten Motor mit oben liegender Nockenwelle bei einem Großserienmodell 1946, das erste Nachkriegsauto mit glatten Seitenflächen 1946, den ersten Kombi mit Ganzstahlkarosserie 1947, den ersten US-Wagen mit Scheibenbremsen an allen vier Rädern 1949 und den ersten US-amerikanischen Sportwagen, den Hotshot, 1949. 1950 kam das Farm-O-Road-Modell, ein Lieferwagen mit 1600 mm Radstand, heraus, der Vorbild für den John Deere Gator und andere landwirtschaftliche Transportfahrzeuge wurde.
Vorkriegsmodelle mit luftgekühltem Waukesha-Zweizylinder-Boxermotor:
- 1939: Serie 1A mit Cabriolet und Cabriolimousine
- 1940: Serie 2A mit Limousine, Deluxe-Limousine, Coupé, “Covered Wagon” und Kombi
- 1941: Serie CB41 mit Limousine, Deluxe-Limousine, Coupé, “Covered Wagon” und Kombi
- 1942: Serie CB42 mit Cabriolimousine, Deluxe-Limousine, Cabriolet und Kombi (alle mit 2 oder 3 Türen)

Nachkriegsmodelle mit wassergekühltem CoBra-Vierzylinder-Reihenmotor:
- 1946: Serie CC mit Limousine und Coupé
- 1947: Serie CC mit Limousine, Coupé und 3-türigem Kombi
- 1948: Serie CC mit Limousine, Cabriolimousine, “Sport Utility Sedan”, Kombi, Lieferwagen und Pick-up

Nachkriegsmodelle mit wassergekühltem CIBA-Vierzylinder-Reihenmotor:
- 1949: Serie CD mit Deluxe-Limousine, Coupé, Kombi, Pick-up und Lieferwagen; Serie VC mit Hotshot-Roadster und Super Sports-Roadster
- 1950: Serie CD mit Limousine, Super-Limousine, Coupé, Super-Coupé, Kombi, Super-Kombi; Serie VC mit „Hotshot“-Roadster und „Super Sports“-Roadster; Serie FR mit „Farm-O-Road“ (und verschiedenen Abwandlungen)
- 1951: Serie CD mit Business-Coupé, Super-Limousine, Kombi, Super-Kombi, Super-Coupé; Serie VC mit Hotshot-Roadster und Super Sports-Roadster; Serie FR mit Farm-O-Road
- 1952: Serie CD mit Standard-Business-Coupé, Super-Limousine, Kombi, Super-Kombi, Super-Coupé; Serie VC mit Hotshot-Roadster und Super Sports-Roadster; Serie FR mit Farm-O-Road

Mit 24.871 Autos war 1948 Crosleys bestes Jahr. Ab 1949 sanken die Verkaufszahlen, und die Einführung des Hotshot und des Farm-O-Road (einer Kreuzung aus Traktor und Jeep) 1950 konnte den Niedergang nicht aufhalten. 1952 wurden nur noch 1522 Crosley-Fahrzeuge verkauft. Am 3. Juli 1952 wurde die Fertigung eingestellt und das Werk an die General Tire and Rubber Company verkauft. Von 1950 bis 1952 wurden Fahrzeuge auch bei der Planta Reo de México in Mexiko hergestellt.
Trotz seiner kurzen Bauzeit und seiner geringen Größe wurde der Hotshot als phänomenaler Sportwagen in seiner Klasse bekannt. Der Hotshot gewann nicht nur den Index of Performance in Sebring 1951, sondern auch den Grand de la Suisse im gleichen Jahr. Ein Siata 300 mit Crosley-Motor gewann das 12-Stunden-Rennen von Vero Beach des Sports Car Club of America (SCCA). Während der gesamten 1950er-Jahre dominierten Crosley-Motoren die 750er-Klasse und gewannen allein 10 von 12 SCCA-Rennen an der Westküste.

## Motoren

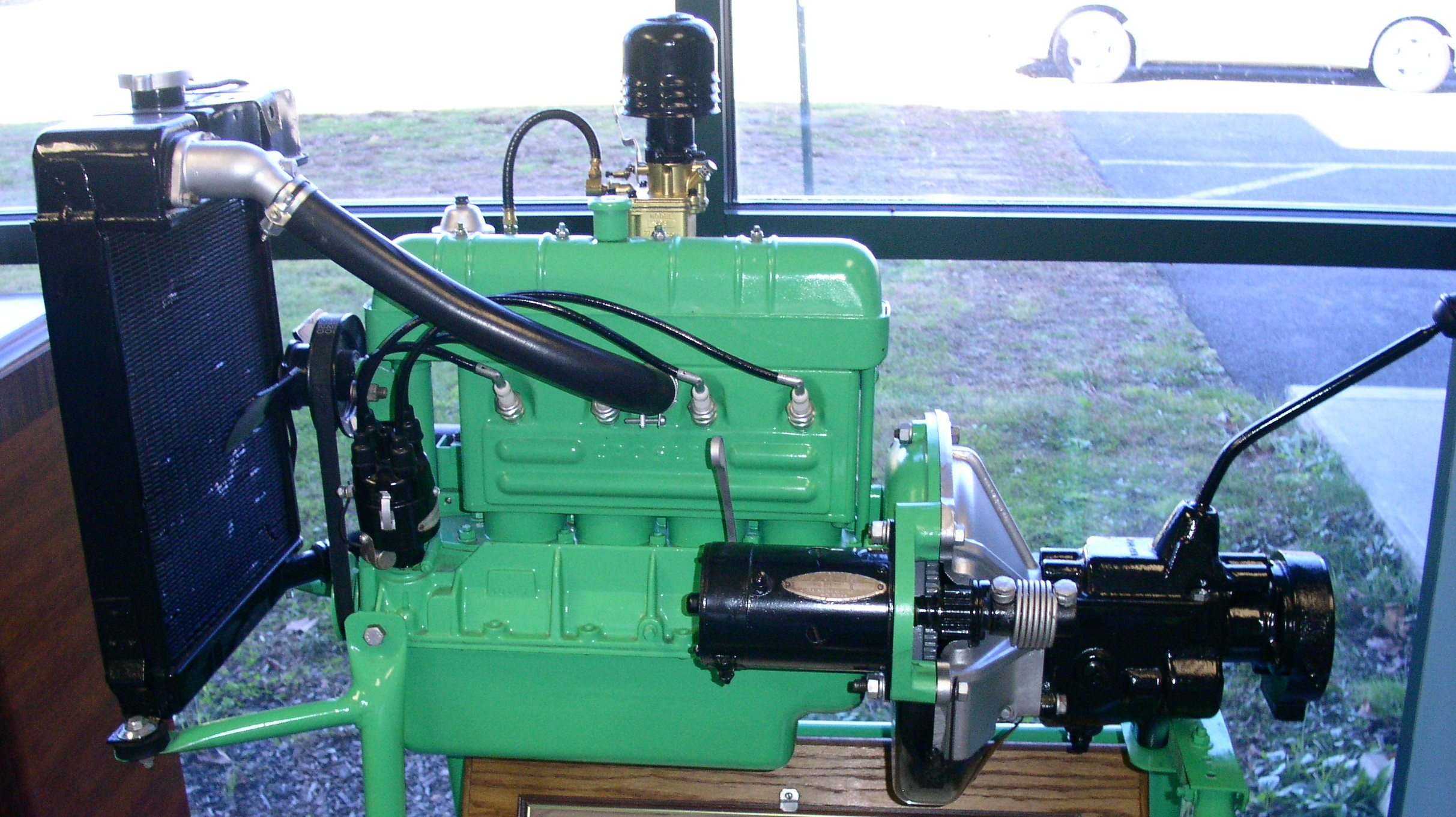
Crosley-CoBra-Motor komplett mit Getriebe

Der Motor der ersten Crosleys (Typ CA) war das Modell 150 von Waukesha, ein seitengesteuerter Zweizylinder-Boxermotor mit 580 cm³ Hubraum und 13,5 hp (10 kW), der von Waukesha Engines, Inc. in Waukesha (Wisconsin) zugeliefert und 1939–1942 eingesetzt wurde. Eine andere Quelle gibt 3 Zoll Bohrung, 2,75 Zoll Hub und 38,87 Kubikzoll Hubraum an, was 637 cm³ Hubraum entspricht.
Für den ab 1946 gebauten CC wurde er durch den CoBra (für „Copper Brazed“, „kupfergelötet“) mit 721 cm³ Hubraum aus eigener Produktion ersetzt, ein Vierzylinder-Reihenmotor mit königswellengetriebener obenliegender Nockenwelle. Dieser Motor wiederum wich 1949 dem CIBA (für „Crosley Cast Iron Block Assembly“) mit einem Zylinderblock aus Gusseisen.

### Crosley CoBra (1945–1949)

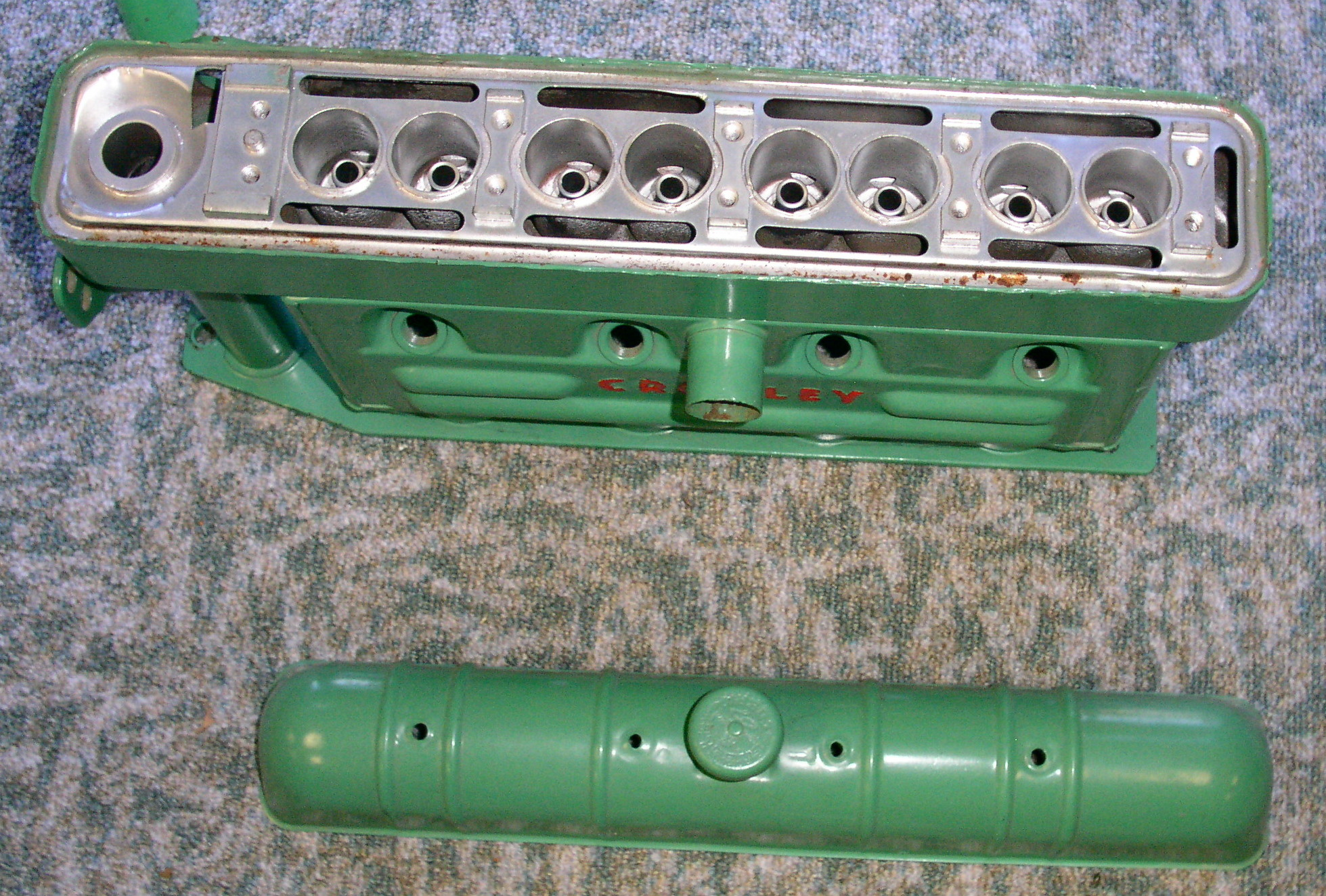
Crosley-CoBra-Zylinderblock und Ventildeckel

Der CoBra-Motor (Copper Brazed, auch “The Mighty Tin” (dt.: die mächtige Büchse) genannt) wurde ursprünglich von Lloyd Taylor von Taylor Engines in Kalifornien für den Einsatz beim Militär, etwa für Stromaggregate an Bord von Torpedobooten und B-17-Bombern entwickelt. Diese mit 9:1 relativ hoch verdichtenden Motoren leisteten 35 hp (26 kW) und wurden hauptsächlich zum Antrieb von Generatoren, Kühlkompressoren und ähnlichem verwendet.  Das Kurbelgehäuse war aus Aluminium gegossen, der Zylinderblock mit den Laufbuchsen, Zylinderkopf (Sackzylinder) und Kühlwassermantel waren ein  aus Stahlblech gelötetes Teil statt aus Gusseisen, wie bei den meisten anderen Motoren. Damit sollte eine gleichbleibende und geringe Wandstärke erreicht werden, um heiße Stellen um den Brennraum zu vermeiden, die zu einer Selbstentzündung des Gemischs und damit zum Klingeln des Motors führen können. Der Motor war sehr leicht: der Motor mit allen Anbauteilen, einschließlich des Schwungrads, wog nur 60 kg. Der Hubraum betrug 721 cm³. Für den Crosley CC wurde die Leistung auf 26 bhp (19 kW) bei 5.200 min−1 gedrosselt.
Bei den Motoren der Autos wurde die Korrosion der dem Kühlwasser ausgesetzten Teile ein Problem. Damals wurde der Frostschutz im Kühlwasser durch Zugabe von Salz erreicht, was bei den mit Kupfer gelöteten Stahlteilen zu elektrochemischer Korrosion führte. Dies ruinierte den Ruf der Crosley-Wagen ab 1946 und führte zur Entwicklung des CIBA-Motors.

### CIBA (1949–1952; 1955)

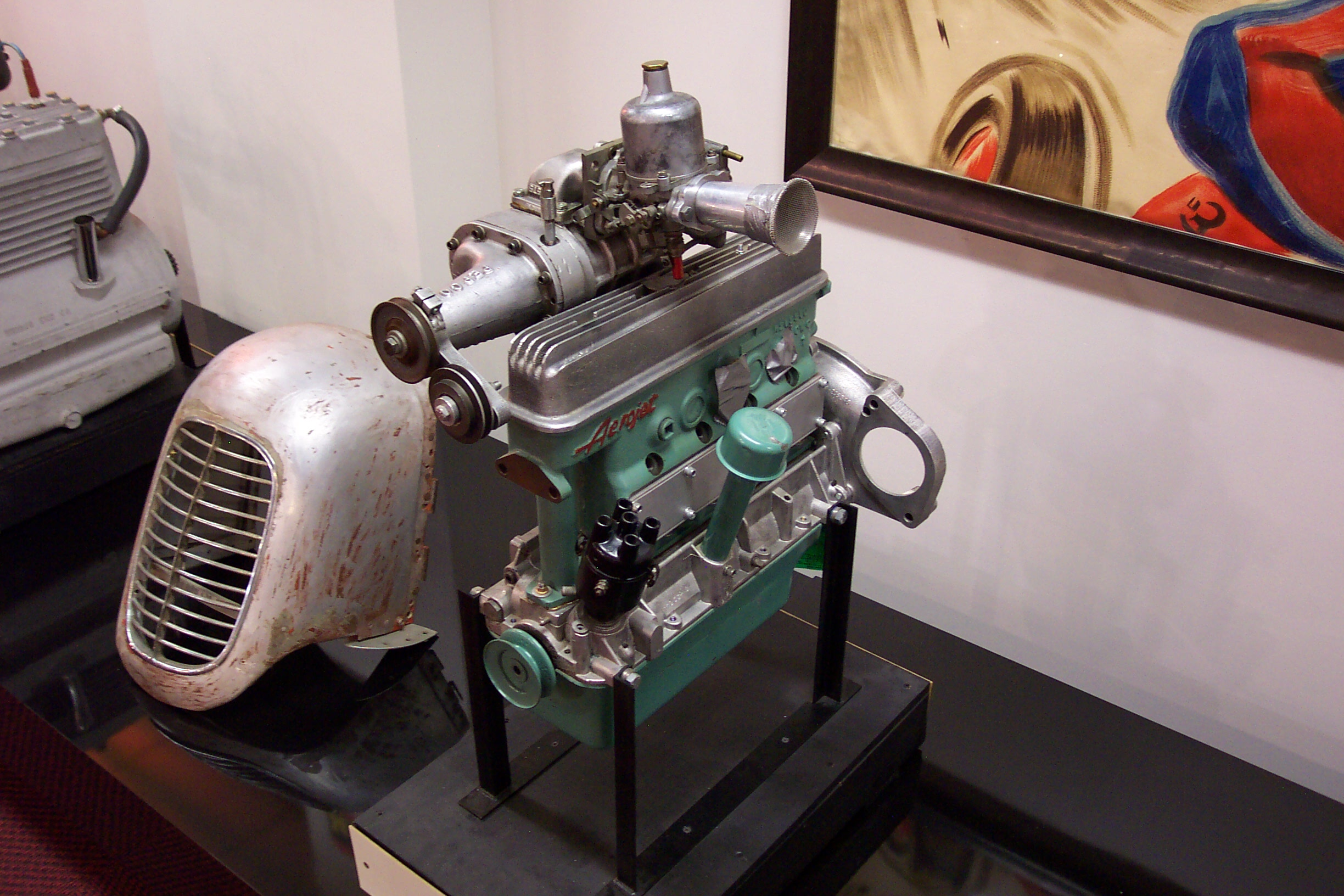
aufgeladener Crosley(Aerojet)-Rennmotor mit angebautem Roots-Gebläse

Der CIBA (Crosley Cast Iron Block Assembly) hatte einen Guss-Zylinderblock, der nicht mehr durchrostete und fünf Hauptlager anstatt nur drei wie beim CoBra bei sonst gleicher Auslegung. Als die Crosley Motors, Inc. verkauft wurde, wurde der Motor in AeroJet umbenannt und weiterhin gefertigt. Die Produktion des AeroJet endete 1955 und die Fertigungsrechte wurden an Fageol Motors verkauft, die sie dann an verschiedene Firmen weiterverkauften, was schließlich 1972 beim Fisher Pierce Bearcat 55 endete. Änderungen zum Einsatz als Bootsmotor umfasste meistens die Erhöhung des Hubraums und die Umrüstung auf Betrieb mit vertikaler Kurbelwelle.
In Europa wurde der Crosley-CIBA mit großem Erfolg in Sportwagen der 750er-Klasse eingesetzt, so im Bandini 750, mit geändertem Zylinderkopf und zwei obenliegenden Nockenwellen, ebenso wie in Wagen von Nardi und Siata.

## Bekannte Crosley-Fahrer
- General Omar Bradley
- Humphrey Bogart (Zweizylinder-Crosley)
- David Carradine (VC Super Sports)
- Tommy Dorsey
- US-Präsident Dwight D. Eisenhower (CD Surrey von 1951)
- Geraldine Ferraro (Zweizylinder-Crosley)
- Paulette Goddard (Zweizylinder-Crosley)
- Pamela Harriman (kaufte 1939 den ersten Crosley)
- George M. Humphrey, US-Finanzminister
- Art Linkletter (CD Sport Convertible von 1952)
- James May, britischer Fernsehmoderator und Journalist
- Alex Raymond, Flash Gordon-Cartoonist (Crosley-Bandini)
- Nelson A. Rockefeller, Gouverneur von New York (Hotshot von 1950)
- Gloria Swanson (Zweizylinder-Crosley)
- Frank Lloyd Wright (VC Super Sports von 1952)